# Eckart Kehr
Eckart Kehr (* 21. Juni 1902 in Brandenburg an der Havel; † 29. Mai 1933 in Washington, D.C.) war ein deutscher Historiker und Politikwissenschaftler, der sich mit der Außen- und Wirtschaftspolitik des Deutschen Reichs im späten 19. Jahrhundert beschäftigte.

## Familie
Eckart Kehr war das vierte Kind von insgesamt fünf Kindern des Geheimrates Dr. Huldreich J. W. Kehr (1858–1929), der als Direktor die Brandenburgische Ritterakademie auf dem Dom leitete, und ein Enkelkind des Pädagogen Carl Kehr sowie ein Neffe des Mediävisten Paul Fridolin Kehr. Die Mutter Minna Kehr (1870–1963), geb. Herminghausen, stammte aus dem Siegerland. Im Sommer 1932 heirateten Eckart Kehr und Hanna Herminghausen (1905–1959). Seine Ehefrau entstammte als Cousine der mütterlichen Linie.

## Leben
Eckart Kehr erwarb 1921 an der Brandenburger Ritterakademie das Abitur, und er begehrte früh gegen die Disziplin an dem Landjunkergymnasium auf. Dabei bildete sich eine deutliche Abneigung gegen die preußische Herrenschicht heraus. Er studierte an der Friedrich-Wilhelms-Universität Berlin Geschichte, Soziologie, Nationalökonomie und Politik. Sein wichtigster akademischer Lehrer und Doktorvater war Friedrich Meinecke, daneben studierte er aber auch bei Hans Rothfels und anderen. Kehr wurde 1927 mit einer Arbeit über Schlachtflottenbau und Parteipolitik 1894–1901 promoviert, die als sein Hauptwerk gilt.

„Mein Studium begann unter dem Vorzeichen der politischen Geschichte und der Philosophie. In seinem Verlauf drängte sich aber, besonders intensiv bei den Vorausarbeiten für das Flottenbuch, immer stärker das Problem der Beeinflussung der reinen Politik durch die Wirtschaft und die soziale Gliederung in den Vordergrund, und die Untersuchung der Beziehung zwischen beiden wurde zum Mittelpunkt meiner wissenschaftlichen Interessen.“

In seiner Dissertation setzte sich Kehr mit dem Verhältnis zwischen Außen- und Innenpolitik des Deutschen Reichs auseinander. Kehr bestritt die damals vorherrschende Sichtweise, dass die deutsche Außenpolitik vor allem auf Einflüsse des Auslandes reagiert habe. Vielmehr sei sie hauptsächlich durch Gegensätze zwischen Junkertum und Bourgeoisie im Inland beeinflusst worden. So sei der Flottenbau vorangetrieben worden, um den politisch im Reichstag stark vertretenen Kapitalismus zu stärken. Diese innenpolitische Entwicklung habe die Außenpolitik stark beeinflusst. Sein Lehrer Meinecke äußerte wegen der damals radikalen These Bedenken bezüglich Kehrs Karriereaussichten:

„[S]ehr gut, sehr interessant […] aber schrecklich radikal. Wie soll der junge Mann nur vorwärtskommen, wenn er sich nicht mäßigt?“

In zahlreichen Aufsätzen in den folgenden Jahren beschäftigte sich Kehr mit der preußischen und deutschen Sozial- und Verfassungsgeschichte seit Beginn des 19. Jahrhunderts. Nach dem Erscheinen 1930 wurde seine Dissertationsschrift international sehr positiv aufgenommen (besonders von Charles A. Beard, Wladimir Chwostow und Wilhelm Mommsen), in Deutschland herrschte allerdings Ablehnung vor. Ein Versuch, sich mit einer Arbeit über Wirtschaft und Politik in der preußischen Reformzeit, die als verschollen gilt, 1931 bei Hans Rothfels an der Universität Königsberg zu habilitieren, scheiterte, weil der links stehende Kehr als politisch zu exponiert galt. Mit derselben Arbeit bewarb sich Kehr um den Freiherr-vom-Stein-Preis: Die Historische Kommission beim Reichsarchiv stellte gegen die Einwände Gerhard Ritters die „überlegene Qualität“ der Arbeit fest und sprach Kehr das Preisgeld zu, verweigerte ihm aber die eigentliche Auszeichnung mit dem Preis unter Verweis auf die „unorthodoxen Schlußfolgerungen“.
Kehr, der von den Gedanken Max Webers und Karl Marx’ geprägt wurde, übte starken Einfluss auf den fast gleichaltrigen Historiker Wolfgang Hallgarten aus, mit dem er seit ihrem ersten Treffen im Herbst 1930 bis zu seinem frühen Tod einen regen Briefwechsel führte, in dem die beiden marxistisch orientierten Außenseiter der damaligen deutschen Geschichtswissenschaft sich gegenseitig bestärkten und unterstützten.
Seit 1929 lehrte Kehr an der Deutschen Hochschule für Politik in Berlin. Die Themen seiner Vorlesungen und Seminare reichten vom 19. Jahrhundert bis zur Weimarer Republik. Zur international vergleichenden Fortführung seiner Studien über die Verbindung von Wirtschaft und Politik beantragte er ein Forschungsstipendium der Rockefeller-Stiftung, das ihm Ende 1932 durch den Einsatz von Friedrich Meinecke, seinem Onkel Paul F. Kehr und Friedrich Schmidt-Ott gewährt wurde. Damit konnte er im Januar 1933 in die USA reisen, wo er zunächst eine kurze Vortragsreise begann. Am 29. Mai starb Eckart Kehr in einem Washingtoner Krankenhaus an Herzversagen im Zusammenhang mit einem angeborenen Herzfehler sowie infolge der Erschöpfung durch die USA-Reise. Seine Asche wurde in Glückstadt an der Elbe beigesetzt.

## Wirkung
Hermann Oncken bezeichnete Kehr als „enfant terrible“ unter den deutschen Historikern der Weimarer Republik. Gerhard Ritter ging 1931 noch weiter:

„Dieser Herr sollte sich, scheint es mir, lieber gleich in Rußland als in Königsberg habilitieren. Denn da gehört er natürlich hin: einer der für unsere Historie ganz gefährlichen ‚Edelbolschewisten‘.“

Pläne einer Herausgabe von Kehrs Nachlass, die Charles A. Beard, Walter Dorn und Alfred Vagts forciert hatten, mussten nach dem Widerstand der Familie eingestellt werden. Während der Zeit des Nationalsozialismus und der Nachkriegszeit geriet Kehr in Deutschland fast völlig in Vergessenheit, während er in den USA – vor allem durch Emigranten wie Alfred Vagts und George W. F. Hallgarten – weiter rezipiert wurde. Kehrs Veröffentlichungen wurden von deutschen Historikern seit Mitte der 1960er Jahre – unter dem Einfluss von Hans-Ulrich Wehler – wieder aufgegriffen.
Kehrs historische Arbeiten zur Genesis des königlich-preußischen Reserveoffiziers, über das „soziale System der Reaktion in Preußen unter dem Ministerium Puttkamer“ sowie über die Koalition von Großagrariern und Schwerindustrie zum Schlachtflottenbau wurden allerdings bereits vom Politikwissenschaftler Franz Neumann im Kapitel Der Zusammenbruch der Weimarer Republik seines Behemoth verwendet.

## Schriften
- Schlachtflottenbau und Parteipolitik, 1894–1901. Versuch eines Querschnitts durch die innenpolitischen, sozialen und ideologischen Voraussetzungen des deutschen Imperialismus. Zugleich Dissertation Berlin 1927. Ebering, Berlin 1930. Nachdruck bei Kraus Reprint, Vaduz 1965.
- Der Primat der Innenpolitik. Gesammelte Aufsätze zur preußisch-deutschen Sozialgeschichte im 19. und 20. Jahrhundert. Hrsg. und eingeleitet von Hans-Ulrich Wehler, mit einem Vorwort von Hans Herzfeld. De Gruyter, Berlin 1965 u. zweite, durchgesehene Auflage Berlin 1970.
  - Taschenbuchausgabe: Ullstein, Berlin 1976, ISBN 3-548-03269-9.
- Bearbeitung: Preußische Finanzpolitik 1806–1810. Quellen zur Verwaltung der Ministerien Stein und Altenstein. Hrsg. von Hanna Schissler und Hans-Ulrich Wehler. Mit einer Einführung von Hanna Schissler. Vandenhoeck und Ruprecht, Göttingen 1984, ISBN 3-525-36181-5.